# 鷹の爪団の楽しいテレビ
『鷹の爪団の楽しいテレビ』（たかのつめだんのたのしいテレビ）とは、2013年から2014年までBS12ch TwellVにて放送されていた日本のテレビ番組である。

## 概要
『秘密結社鷹の爪』をはじめとした、DLEのアニメを複数詰め込んだ、おもちゃ箱をひっくり返したような番組。アニメーションだけではなく、着ぐるみなどを用いた実写コーナーや、映画情報コーナーなども放送された。なお、公式サイトなどには『秘密結社鷹の爪外伝 昔の吉田くん』が放送予定であると表記されているが同作は放送されなかった。

## 主なアニメ作品
| 回数      | 放送作               | 放送作                                   | 放送作          | 放送作                   | 放送作                                                      | 放送作                    |
| --------- | -------------------- | ---------------------------------------- | --------------- | ------------------------ | ----------------------------------------------------------- | ------------------------- |
| 第1-7回   | 鷹の爪.jp            | 鷹の爪.jp                                | かよえ!チュー学 | 京浜家族                 | 京浜家族                                                    |                           |
| 第8-9回   | 鷹の爪.jp            | 鷹の爪.jp                                | かよえ!チュー学 | ガラスの仮面ですが       | ガラスの仮面ですが                                          |                           |
| 第10-13回 | 鷹の爪.jp            | 鷹の爪.jp                                | かよえ!チュー学 | Go!Go!家電男子           | にゅるにゅる!! KAKUSENくん                                  |                           |
| 第14-24回 | 鷹の爪.jp            | だーよしPプロデュース あしたのジョブーブ | かよえ!チュー学 | Go!Go!家電男子           | にゅるにゅる!! KAKUSENくん                                  |                           |
| 第25-30回 | 鷹の爪.jp            | だーよしPプロデュース あしたのジョブーブ | かよえ!チュー学 | Go!Go!家電男子           | にゅるにゅる!! KAKUSENくん                                  | 3分でわかる小泉八雲の怪談 |
| 第31-32回 | 鷹の爪.jp            | だーよしPプロデュース あしたのジョブーブ | かよえ!チュー学 | Go!Go!家電男子           | にゅるにゅる!! KAKUSENくん                                  |                           |
| 第33-36回 | 鷹の爪.jp            | とびだせ!土管くん                        | かよえ!チュー学 | Go!Go!家電男子           | にゅるにゅる!! KAKUSENくん                                  |                           |
| 第37-49回 | 鷹の爪.jp            | とびだせ!土管くん                        | かよえ!チュー学 | ANISAVA                  | 貝がらブラッコ たまこちゃんとコックボー パンパカパンツ など |                           |
| 第50-52回 | 鷹の爪.jp            | 電脳戦士 土管くん                        | かよえ!チュー学 | Go!Go!家電男子 シーズン2 | 貝がらブラッコ たまこちゃんとコックボー パンパカパンツ など |                           |
| 第53-63回 | 秘密結社鷹の爪       | 秘密結社鷹の爪                           | かよえ!チュー学 | Go!Go!家電男子 シーズン2 | 貝がらブラッコ たまこちゃんとコックボー パンパカパンツ など |                           |
| 第64-69回 | 鷹の爪カウントダウン | 鷹の爪カウントダウン                     | かよえ!チュー学 | Go!Go!家電男子 シーズン2 | 貝がらブラッコ たまこちゃんとコックボー パンパカパンツ など |                           |

企業とのコラボムービーなどを放送したため一部の作品が放送されていない回もある。

## 放送時間
- 2013年4月 - 9月[2]
  - 本放送：金曜20:00 - 20:30
  - 再放送：翌週金曜3:00 - 3:30（木曜深夜）

- 2013年10月 - 2014年9月[3]
  - 本放送：木曜18:30 - 19:00
  - 再放送：翌日金曜2:00 - 2:30（木曜深夜）
  - 備考：本放送が野球中継により休止になった場合も深夜のリピートでは新作を放送。[4]

## スタッフ
- クリエイティブアドバイザー - FROGMAN
- 製作 - DLE

## エンディングテーマ
「鷹の唄〜ギリギリboys〜」
作詞・作曲・編曲：ナカムラヒロシ / 歌：i-dep feat. Cana
Webアニメ『鷹の爪.jp』の5月度のオープニングと同一。